# 18-я добровольческая моторизованная дивизия СС «Хорст Вессель»
18-я добровольческая моторизованная дивизия СС «Хорст Вессель» (нем. 18. SS-Freiwilligen-Panzergrenadier-Division „Horst Wessel“) — тактическое соединение войск СС нацистской Германии. Соединению было присвоено название «Хорст Вессель» в честь убитого в 1930-м году руководителя берлинского отделения СА, возведённого нацистской пропагандой в ранг мученика.

## Формирование
21 апреля 1941 года на базе двух пехотных полков СС «Мёртвая голова» была создана 1-я моторизованная бригада СС. После долгой службы в тылу действующей армии на Восточном фронте в декабре 1943 года бригада была отправлена в Хорватию. 25 января 1944 года эта бригада была развёрнута в дивизию.
Её состав планировалось набрать из членов СА, поэтому ей было присвоено имя умершего от ран 23 февраля 1930 года штурмфюрера СА Хорста Весселя. Но ветераны-штурмовики, помня о той зловещей роли, которую сыграла организация СС в разгроме СА, не спешили вступать в новую дивизию. К тому же в составе армии и ВВС уже действовали части с «штурмовыми» названиями. По этим причинам число добровольцев-штурмовиков, вступивших в эту дивизию, было незначительным. Недостающее число чинов дивизии было набрано из венгерских фольксдойче. Формирование дивизии происходило в районе Загреба.
Вербовка венгерских граждан стала возможной в результате договора с венгерским правительством от 14 апреля 1944 года, который уравнял службу в войсках СС со службой в венгерской армии.

## Боевой путь
Находясь в Хорватии, части дивизии участвовали в различных антипартизанских операциях. Пехотные части в ходе этих операций действовали у Златы, Крапины и Забока. В марте 1944 года части дивизии приняли участие в оккупации Венгрии. После завершения операции «Маргарет» части дивизии были расположены в городе Мария-Терезияполь.
В середине июля 1944 года на основе 40-го полка дивизии была создана боевая группа «Шафер». После организации группа была отправлена на фронт в группу армий «Северная Украина». На Украине группа участвовала в тяжёлых боях за Тодоров, а затем отошла через Стрый в Дрогобыч и Самбор. После тяжелых оборонительных боёв группа отошла на территорию Польши. Продолжая отступление, она участвовала в боях у Санок, Прецлава и Дебицы.
Тем временем остальная часть 18-й дивизии СС была переброшена в южную Венгрию. В конце августа 1944 года в Словакии вспыхнуло национальное восстание. По приказу Готтлоба Бергера, назначенного высшим руководителем СС и полиции в Словакии, из состава дивизии была создана ещё одна боевая группа из 1 800 человек. В октябре эта группа была отправлена в Словакию, где участвовала в ряде боёв с частями словацкой армии и партизанами. В конце октября группа «Шафер» вернулась в состав дивизии, действовавшей в районе Сольнок. После этого части дивизии отступили в Словакию и соединились с группой, участвовавшей в разгроме Словацкого восстания.
В январе 1945 года дивизия участвовала в обороне Словакии, а в феврале отступила в городок Острава на территории Протектората Богемии и Моравии. В Чехии дивизия участвовала в защите Кляйн-Эльгута, Нойштадта и Бад-Карлсбрюнна. В конце войны дивизия действовала у Хиршберга, где позднее и сдалась советским войскам.

## Состав дивизии
- 39-й моторизованный полк СС (SS-Panzergrenadier-Regiment 39)
- 40-й моторизованный полк СС (SS-Panzergrenadier-Regiment 40)
- 18-й артиллерийский полк СС (SS-Artillerie-Regiment 18)
- 18-й танковый батальон СС (SS-Panzer-Abteilung 18)
- 18-й дивизион штурмовых орудий СС (SS-Sturmgeschütz-Abteilung 18)
- 18-й противотанковый артиллерийский дивизион СС (SS-Panzerjäger-Abteilung 18)
- 18-й зенитный артиллерийский дивизион СС (SS-Flak-Abteilung 18)
- 18-й разведывательный батальон СС (SS-Panzer-Aufklärungs-Abteilung 18)
- 18-й батальон связи СС (SS-Nachrichten-Abteilung 18)
- 18-й сапёрный батальон СС (SS-Pionier-Bataillon 18)
- 18-е подразделение снабжения СС (SS-Nachschub-Truppen 18)
- 18-й ремонтно-восстановительный батальон СС (SS-Instandsetzungs-Abteilung 18)
- 18-й батальон тылового обеспечения СС (SS-Wirtschafts-Bataillon 18)
- 18-й батальон административного управления СС (SS-Verwaltungstruppen-Abteilung 18)
- 18-я рота полевой жандармерии СС (SS-Feldgendarmerie-Kompanie 18)
- 18-й полевой запасной батальон СС (SS-Feldersatz-Bataillon 18)
- 18-й санитарный батальон СС (SS-Sanitäts-Abteilung 18)

## Командиры дивизии
- Бригадефюрер СС и генерал-майор войск СС Вильгельм Трабандт (25 января 1944 — 3 января 1945)
- Группенфюрер СС и генерал-лейтенант войск СС Йозеф Фитцхум (3 — 10 января 1945)
- Оберфюрер СС Георг Бохман (10 января — 27 марта 1945)
- Штандартенфюрер СС Генрих Петерсен (27 марта — 8 мая 1945)

## Награждённые Рыцарским крестом Железного креста
За период своего существования трое военнослужащих дивизии получили высшие награды нацистской Германии: двое удостоились Рыцарского креста Железного креста, а один — той же награды, но степени с дубовыми листьями и мечами.

### Рыцарский крест Железного креста
- Юлиус Рипе — 13 января 1945 — штурмбаннфюрер СС, командир 1-го батальона 40-го моторизованного полка СС.
- Ганс Липински — 2 января 1945 — оберштурмфюрер СС, командир 1-й батареи 18-го зенитного дивизиона СС.

### Рыцарский крест Железного креста с Дубовыми листьями и Мечами
- Георг Бохман (№ 140) — 30 марта 1945 — штандартенфюрер СС, командир 18-й добровольческой моторизованной дивизии СС «Хорст Вессель».